# Karl von Gravenreuth

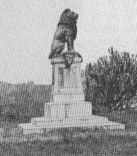
Ancien monument élevé à la mémoire de Gravenreuth à Douala

Le baron Karl von Gravenreuth, né le 12 décembre 1858 à Munich et mort le 5 novembre 1891 près de Buéa au Cameroun allemand, est un officier et explorateur allemand de Bavière.

## Biographie
Gravenreuth s'engage en 1877 au 3e régiment d'infanterie de l'armée royale de Bavière, où il est nommé second-lieutenant en 1879. Il sert à partir de 1885 dans la Deutsch-Ostafrikanische Gesellschaft (DOAG, Compagnie de l'Afrique orientale allemande).
Il fait fonction de commissaire impérial en Afrique orientale allemande, en tant que pionnier de la colonisation de ces contrées. À partir de 1889, il est nommé chef des troupes coloniales sur place, dites « troupes de Wissmann ». Il soumet les rebelles de la côte qui se sont soulevés contre la DOAG pendant la révolte d'Abushiri. Il retourne en Europe pour raisons de santé, où il est nommé lieutenant à la suite et détaché au ministère des Affaires étrangères. Il est nommé capitaine en 1891 avec la mission de créer une troupe de mercenaires et de mener une expédition au nord de la colonie en direction du Kamerun (Cameroun allemand). Sans soutien de la part de l'administration coloniale, Gravenreuth engage des hommes au Dahomey (il se procure parfois des esclaves qu'il libère contre engagement) et ailleurs. Ceux-ci doivent ensuite devenir ouvriers agricoles. Son action menée de main de fer soulève la critique de l'administration coloniale. En octobre de la même année, il part avec ses mercenaires et une partie de la milice indigène en expédition au nord de la colonie. Il soumet les Bankons (tribu Abo) qui peuplent la région du fleuve Abo, ensuite il conquiert en novembre les Bakweris (Kpés) du mont Cameroun. Il est accompagné de Max von Stetten qui deviendra plus tard le chef des forces indigènes de police et des troupes coloniales du Kamerun.
Il est tué par une balle perdue pendant un combat dans les hauteurs de Buéa. Son corps est ramené à Douala (Duala en allemand) en 1895. Hans von Ramsay lui succède en 1892.

## Hommages
L'épithète spécifique d'une espèce d'orchidée, Aerangis gravenreuthii, lui rend hommage, de même que Urera gravenreuthii.

## Bibliographie

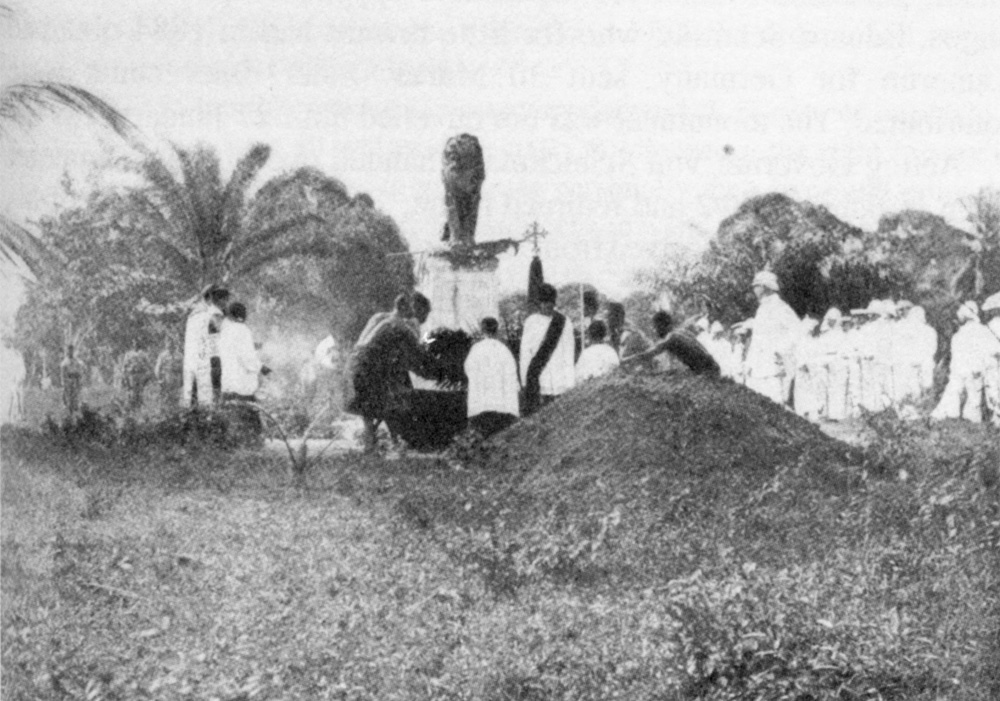
Réinhumation de Gravenreuth en 1895

## Source
- (de) Cet article est partiellement ou en totalité issu de l’article de Wikipédia en allemand intitulé « Karl von Gravenreuth » (voir la liste des auteurs).